# Emoni Narawa
Pas d'image ? Cliquez ici

a Compétitions nationales et continentales officielles uniquement.

b Matchs officiels uniquement.
Dernière mise à jour le 23 septembre 2024.
Emoni Narawa, né le 13 juillet 1999 à Suva (Fidji), est un joueur international néo-zélandais de rugby à XV. Il joue aux postes d'Ailier ou d'arrière avec les Chiefs en Super Rugby depuis 2022, et avec la province de Bay of Plenty en NPC depuis 2018.

## Biographie

### Jeunesse et formation (jusqu'en 2018)
Emoni Narawa naît aux Fidji à Suva, et grandit dans le village de Nabulivatu dans la province de Serua.
Il est éduqué à la Queen Victoria School (en) à Tailevu. Il joue au rugby avec l'équipe de l'établissement, et remporte le championnat scolaire des moins de 18 ans en 2016, jouant notamment aux côtés de Meli Derenalagi,.
En 2017, il rejoint la Nouvelle-Zélande pour terminer sa scolarité à la Hamilton Boys' High School (en), située à Hamilton dans la région de Waikato. Lors de son année avec l'établissement, il joue au rugby avec l'équipe première de son établissement, et se distingue lors du championnat scolaire de l'île du Nord. La même année, il dispute également le tournoi de rugby à sept du Condor Sevens, et fait partie des meilleurs joueurs de la compétition,.

### Début de carrière professionnelle (2018-2021)
Après avoir terminé le lycée, et alors qu'il voit son visa néo-zélandais toucher à sa fin, Emoni Narawa reçoit une offre pour rejoindre la province de Bay of Plenty en 2018. Il joue dans un premier temps avec l'équipe des moins de 19 ans de la province,. Avec cette équipe, il remporte le tournoi national de cette catégorie d'âge, et se distingue lors de la finale en étant passeur décisif sur trois des essais de son équipe,.
Immédiatement après son passage par les moins de 19 ans, il est promu dans l'effectif senior pour disputer la saison 2018 de National Provincial Championship (NPC). Il joue son premier match professionnel le 13 décembre 2018 face à Northland. Titularisé dès ce premier match, il inscrit un essai, mais se blesse gravement à la cheville au bout de cinquante minutes, mettant un terme prématuré à sa saison.
Au début de l'année 2019, il joue avec l'équipe A (réserve) de la franchise des Blues face au club japonais des Honda Heat. Peu après, il dispute le tournoi de rugby à 10 de Hong-Kong, avec l'équipe sur invitation du Samurai RFC.
En mars 2019, il est sélectionné dans le groupe élargi de cinquante joueurs de l'équipe de Nouvelle-Zélande des moins de 20 ans. Il n'est cependant pas retenu dans le groupe final disputant le championnat d'Océanie ou le championnat du monde junior.
Toujours en 2019, il dispute sa deuxième saison du championnat provincial avec Bay of Plenty. Pour sa première vraie saison professionnelle, il se distingue en inscrivant neuf essais en douze matchs, dont un triplé contre Manawatu,. Il termine la saison deuxième meilleur marqueur du championnat, et premier en termes de mètres gagnés ballon en main et de franchissements. D'un point de vue collectif, son équipe remporte la poule Championship du NPC, après une finale gagnée contre Hawke's Bay.
Dans la foulée de cette saison réussie au niveau provincial, il est recruté par la franchise des Blues pour disputer la saison 2020 de Super Rugby,. Il joue son premier match avec sa nouvelle équipe le 31 janvier 2020 contre les Chiefs. Il joue cinq matchs, dont une seule titularisation avant l'interruption de la saison à la suite de la pandémie de Covid-19. Lors du Super Rugby Aotearoa qui suit, il ne joue qu'un seul match, subissant une forte concurrence à son poste d'ailier avec notamment Caleb Clarke, Mark Telea ou Matt Duffie,.
Toujours présent dans l'effectif des Blues l'année suivante, il ne joue cette fois qu'une seule rencontre, en tant que remplaçant, notamment à cause de diverses blessures,.

### Emergence aux Chiefs (depuis 2022)
Souhaitant relancer sa carrière, Emoni Narawa rejoint les Chiefs pour la saison 2022 de Super Rugby,. Il joue neuf rencontres lors de sa premières saisons avec cette franchise, bénéficiant de sa polyvalence entre les postes d'arrière et d'ailier. Il manque toutefois une partie de la saison à la suite de la naissance de sa fille, qui connaît des problèmes de santé.
Lors de la saison 2022 de NPC, il se montre particulièrement performant avec Bay of Plenty, au point d'être nommé pour le titre de meilleur joueur du championnat, récompense qui revient finalement à Bryn Gatland (en).
En 2023, il commence la saison de Super Rugby comme titulaire avec les Chiefs, et reste indiscutable à l'aile toute l'année. Au sein d'une équipe qui joue désormais le haut de tableau, qui propose un jeu particulièrement offensif, il se montre à son aise,,. Il inscrit huit essais en treize matchs disputés cette saison. Lors de la finale du championnat, que son équipe perd face aux Crusaders, il se distingue par une performance de qualité, avec notamment un essai marqué,.
En juin 2023, à la suite de sa saison pleine avec les Chiefs, il est sélectionné pour la première fois en équipe de Nouvelle-Zélande pour participer au Rugby Championship. Profitant notamment des forfaits de Will Jordan ou Leicester Fainga'anuku, il est titularisé pour le premier match de la compétition face à l'Argentine,. Il participe alors à la large victoire de son équipe (41 à 12) en inscrivant un essai en second mi-temps.

## Palmarès

### En franchise et province
- Vainqueur du NPC Championship en 2019 avec Bay of Plenty.
- Finaliste du Super Rugby en 2023, 2024 et 2025 avec les Chiefs.
- Finaliste du NPC en 2024 avec Bay of Plenty.

### En sélection
- Vainqueur du Rugby Championship en 2023.

## Statistiques internationales
Au 23 septembre 2024, Emoni Narawa compte 2 cape en équipe de Nouvelle-Zélande, dont 1 en tant que titulaire, depuis le 8 juillet 2023 contre l'équipe d'Argentine à Mendoza. Il inscrit 1 essai (5 points).
Avec les All Blacks, il a participé à une édition du Rugby Championship, en 2023. Il dispute une rencontre dans cette compétition.